# Manga Barcelona 2021
El 27è Manga de Barcelona (anteriorment anomenat Saló del Manga de Barcelona) es va celebrar del divendres 29 d'octubre al dilluns 1 de novembre de 2021 al recinte de Fira Montjuïc. Es va tractar de la primera edició presencial des de 2019, ja que l'edició de 2020 es va haver de celebrar exclusivament online a causa de les restriccions i mesures sanitàries imposades per combatre la pandèmia de COVID-19.
Durant els quatre dies de duració de la convenció otaku, al Manga Barcelona hi van tenir lloc activitats habituals com conferències, taules rodones, entrevistes i trobades amb autors, sessions de signatures de manga, tallers, concursos de cosplay, sessions de gastronomia, projeccions de pel·lícules i altres esdeveniments relacionats amb la cultura popular i tradicional japonesa.
El certamen va tancar les portes amb més de 122.000 visitants, 30.000 menys que en la darrera edició presencial, de 2019, que havia congregat a 152.000 persones. Igualar el rècord de visitants de 2019 no fou possible, ja que enguany el certamen disposava de menys superfície en comptar amb un pavelló de menys. Aquest pavelló que faltava, Fira de Barcelona l'havia destinat a servir de centre de vacunació de la Fira.

## Rècord de vendes
Les entrades es van posar a la venda el dilluns 18 d'octubre a les 16 h i a la una de la matinada ja s'havien esgotat per als quatre dies de durada del certamen. Ficomic va comentar que en certs moments s'estaven venent 1.500 entrades per minut i hi havia més de 15.000 usuaris intentant comprar entrades alhora, fet que gairebé provocà el col·lapse de la pàgina. Davant d'aquesta inèdita situació, Ficomic es va veure obligada a posar més entrades a la venda uns dies després.

## Superfície
El certamen va ocupar els pavellons 1, 2, 2.1 i 5 de Fira de Barcelona, així com la Plaça Univers. En total, la superfície disponible fou de 70.000 m². L'edició d'enguany va comptar amb un pavelló de menys que els anys anteriors, ja que Fira de Barcelona l'havia convertit en centre de vacunació contra la pandèmia.

## Cartell
Ficomic va encarregar el cartell de l'esdeveniment a Carles Dalmau (Tossa de Mar, 1997). El pòster promocional mostra en primer pla a una noia vestida d'Otaku, assentada sobre unes fustes que floten sobre una Barcelona inundada. La noia, amb una llarga perruca blava, guarda a la mà una entrada al Saló del Manga que ha pogut salvar de l'aigua. Al fons del cartell, un drac japonès sobrevola Barcelona, ciutat de la qual s'hi reconeixen emblemàtics edificis com la Casa Batlló o La Sagrada Família, les quals sobresurten a una ciutat mig submergida.

## Activitats
Entre les clàssiques activitats hi va haver xerrades, conferències, trobades amb autors, presentacions de novetats, tallers, exhibicions d'arts marcials, actuacions a l'escenari, concursos de cosplay i mostres de gastronomia japonesa, que van incloure un concurs d'ingesta de ramen.
Al pavelló 2.1 hi van tenir lloc les actuacions de k-pop, en les quals els participants van poder ballar amb música i coreografies coreanes, algunes de les quals ja havien triomfat en edicions anteriors.
Pel que fa a l'anime, es van projectar pel·lícules com l'estrena de Belle, de Mamoru Hosoda, o la projecció de dos episodis de Tokyo Revengers, amb un col·loqui posterior amb el distribuïdor i l'editor del manga a Espanya.

## Jurat
La present edició va comptar amb dos jurats diferents, un per a la categoria de manga i un per a la categoria d'anime.
Jurat de la categoria manga
- Vicenç Pardillo Pujol, membre de "Pro Shoujo Spain".
- Carolina Plou Anadón, membre de 'associació ACDCómic.
- Carles Dalmau Lores, autor del cartell.

Jurat de la categoria anime
- Clara Schwarze, actriu de doblatge.
- Víctor Muñoz Tejero, membre de "CineAsia".
- Marina Belén Cantón Andrade (coneguda per Marina Golondrina a YouTube).

## Palmarès
Els guanyadors de les diferents categories es van decidir a través de dues rondes: una primera ronda de votacions populars en la que s'escolliren 3 nominats per categoria, i una segona ronda en la qual el jurat va decidir el guanyador de cada categoria.

### Apartat manga

#### Millor shonen
Premi al millor manga shonen.
| Títol                                     | Autor/s         | Editorial |
| ----------------------------------------- | --------------- | --------- |
| Ataque a los titanes (Shingeki no Kyojin) | Hajime Isayama  | Norma     |
| Chainsaw Man                              | Tatsuki Fujmoto | Norma     |
| Jujutsu Kaisen                            | Gege Akutami    | Norma     |

#### Millor shojo
Premi al millor manga shojo.
| Títol                                                 | Autor/s         | Editorial     |
| ----------------------------------------------------- | --------------- | ------------- |
| Banana Fish                                           | Akimi Yoshida   | Panini Comics |
| Sakura la caçadora de cartes: les cartes transparents | CLAMP           | Norma         |
| Yona, Princesa del Amanecer (Akatsuki no Yona)        | Mizuho Kusanagi | Norma         |

#### Millor seinen
Premi al millor manga seinen.
| Títol                | Autor             | Editorial           |
| -------------------- | ----------------- | ------------------- |
| Atelier of Witch Hat | Kamome Shirahama  | Milky Way Ediciones |
| Berserk              | Kentaro Miura     | Panini Comics       |
| Blue Period          | Tsubasa Yamaguchi | Milky Way Ediciones |

#### Millor josei
Premi al millor manga josei.
| Títol                                | Autor            | Editorial       |
| ------------------------------------ | ---------------- | --------------- |
| El secreto de Madoka                 | Kingyobachi Deme | Editorial Kodai |
| Qué dificil es el amor para un otaku | Fujita           | ECC Ediciones   |
| Perfect World                        | Rie Aruga        | ECC Ediciones   |

#### Millor kodomo
Premi al millor manga kodomo.
| Títol              | Autor                             | Editorial     |
| ------------------ | --------------------------------- | ------------- |
| Animal Crossing    | Sayori Abe                        | Norma         |
| One Piece Party    | Eiichiro Oda                      | Planeta Cómic |
| Pokémon Sol y Luna | Hideroni Kusaka, Satoshi Yamamoto | Norma         |

#### Millor BL
Premi al millor manga yaoi o Boys' Love (BL).
| Títol                              | Autor                    | Editorial           |
| ---------------------------------- | ------------------------ | ------------------- |
| Akamatsu y Seven: macarras in love | Hiromasa Okujima, Shoowa | Tomodomo            |
| Boy meets Maria                    | Peyo                     | Milky Way Ediciones |
| Given                              | Natsuki Kizu             | Milki Way Ediciones |

#### Millor Yuri
Premi al millor manga yuri.
| Títol                  | Autor        | Editorial |
| ---------------------- | ------------ | --------- |
| Goodbye my rose garden | Dr. Pepperco | Arechi    |
| Citrus+                | Saburouta    | Ivrea     |
| Still sick             | Akashi       | Babylon   |

#### Millor manga d'autor espanyol
| Títol     | Autor          | Editorial   |
| --------- | -------------- | ----------- |
| Alter Ego | Ana C. Sánchez | Planeta     |
| Gryphoon  | Luis Montes    | Planeta     |
| Urara     | Ran, Kurohaine | LetraBlanka |

#### Millor light novel
Premi a la millor novel·la lleugera o ranobe.
| Títol                                           | Autor/a                      | Editorial           |
| ----------------------------------------------- | ---------------------------- | ------------------- |
| Diario de un mangaka                            | Inio Asano                   | Milky Way Ediciones |
| Guardianes de la noche: La flor de la felicidad | Aya Yajima, Kogoharu Gotouge | Norma               |
| Japón, de estudiante a mangaka                  | Blanca Mira, Inma R          | Planeta             |

#### Millor fanzine
Premi al millor fanzine.
| Títol                | Autor/s                                    |
| -------------------- | ------------------------------------------ |
| El Jardín de Ceres 2 | Wonderpun (Paula González, Diego Iglesias) |
| One-shot JAM 2020    | Diversos autors                            |
| Transition 3         | Ariko                                      |

### Apartat anime

#### Millor estrena de pel·lícula d'anime en cinemes
| Títol                                    | Direcció        | Distribució    |
| ---------------------------------------- | --------------- | -------------- |
| Digimon Adventure: Last Evolution Kizuna | Tomohisa Taguch | Selecta Visión |
| Els Guardians de la Nit: El tren infinit | Haruo Sotozaki  | Selecta Visión |
| Promare                                  | Hiroyuki Imaish | Selecta Visión |

#### Millor estrena de pel·lícula d'anime en plataformes/TV
| Títol                                    | Direcció        | Distribució    |
| ---------------------------------------- | --------------- | -------------- |
| Digimon Adventure: Last Evolution Kizuna | Tomohisa Taguch | Selecta Visión |
| Evangelion: 3.0+1.0 Thrice Upon a Time   | Hideaki Anno    | Amazon Prime   |
| Els Guardians de la Nit: El tren infinit | Haruo Sotozaki  | Selecta Visión |

#### Millor pel·lícula d'anime en format físic (BR/DVD)
| Títol                                    | Direcció         | Distribució    |
| ---------------------------------------- | ---------------- | -------------- |
| Digimon Adventure: Last Evolution Kizuna | Tomohisa Taguchi | Selecta Visión |
| Promare                                  | Hiroyuki Imaishi | Selecta Visión |
| Akira                                    | Katsuhiro Otomo  | Selecta Visión |

#### Millor estrena de sèrie d'anime en plataformes/TV
| Títol                | Direcció         | Distribució    |
| -------------------- | ---------------- | -------------- |
| Ataque a los Titanes | Tetsurō Araki    | Selecta Visión |
| Haikyuu!             | Susumu Mitsunaka | Selecta Visión |
| Tokyo Revengers      | Koichi Hatsumi   | Crunchyroll    |

#### Millor sèrie d'anime en format físic (BR/DVD)
| Títol             | Direcció        | Distribució     |
| ----------------- | --------------- | --------------- |
| Cells at work!    | Kenichi Suzuki  | Coalise Estudio |
| My Hero Academia  | Kenji Nagasaki  | Selecta Visión  |
| Your Lie in April | Kyōhei Ishiguro | Selecta Visión  |

#### Premi Auditori
| Títol internacional/original | Doblatge en català           | Direcció                       |
| --- | ---------------------------- | ------------------------------ |
| Belle (竜とそばかすの姫, Ryū to Sobakasu no Hime) | Belle                        | Mamoru Hosoda                  |
| Josee, the Tiger and the Fish (ジョゼと虎と魚たち, Joze to Tora to Sakanatachi) | Josee, el tigre i els peixos | Kotaro Tamura                  |
| Pompo: The Cinéphile (映画大好きポンポさん, Eiga daisuki Pompo-san) | -                            | Takayuki Hirao                 |
| Hug! Pretty Cure Futari wa Pretty Cure: All Stars Memories (映画 HUGっと!プリキュア♡ふたりはプリキュア オールスターズメモリーズ, Eiga Hagutto! Purikyua ♡ Futari wa Purikyua Ōru Sutāzu Memorīzu) | -                            | Hiroshi Miyamoto               |
| The Deer King (鹿の王, Shika no Ō) | The Deer King: El rei cérvol | Masashi Ando i Masayuki Miyaji |
| Penguin Highway (ペンギン・ハイウェイ) | -                            | Hiroyasu Ishida                |
| Beyond the Infinite Two Minutes (ドロステのはてで僕ら, Dorosute no hate de bokura) | -                            | Junta Yamaguchi                |

## Programa cultural

### Taules rodones, debats i ponències
| Data                   | Hora           | Acte |
| ---------------------- | -------------- | --- |
| Divendres 29 d'octubre | 12:00-13:00 h. | Connexió amb Japó: El Museu Tokiwa-so, els apartaments dels pioners del manga. Organitza: Consolat General del Japó a Barcelona.                             |
| Divendres 29 d'octubre | 13:00-14:30 h. | El món de l'esport al manganime: d'Oliver i Benji a Haikyû!!. A càrrec de: Mangaes.                                                                          |
| Divendres 29 d'octubre | 14:30-16:00 h. | Master Class amb Jimi Macías. Organitza: Consolat General del Japó a Barcelona.                                                                              |
| Divendres 29 d'octubre | 16:00-17:30 h. | La rotulació i el disseny a les edicions de manga. Ponents: Pere Olivé, Montse Muñoz, Rubén Solas, Karu.                                                     |
| Divendres 29 d'octubre | 17:30-19:00 h. | Pro Shojo Spain: Què es el yuri i què en podem esperar? Ponents: Sheila Malchirant (@deirameba), Laia Folch (@Miyichi).                                      |
| Divendres 29 d'octubre | 19:00-20:00 h. | Paprika: 15 anys de la pel·lícula de Satoshi Kon. Amb: CineAsia                                                                                              |
| Disabte 30 d'octubre   | 11:00-12:30 h. | Japan Media Arts Festival: Trobada amb Kohinata Marco. Modera: Marc Bernabé.                                                                                 |
| Disabte 30 d'octubre   | 12:30-14:00 h. | Pro Shoujo Spain: L'origen i l'evolució del BL. Ponents: Matt i Laura Álvarez (@hidefan).                                                                    |
| Disabte 30 d'octubre   | 14:00-15:30 h. | El racó del manga: l'estat de l'anime en català. Ponent: Núria Trifol.                                                                                       |
| Disabte 30 d'octubre   | 15:30-17:00 h. | Tokyo Revengers i l'eurocentrisme. Ponents: Marina Golondrina, Mònica Rex, Estel·la Ramírez.                                                                 |
| Disabte 30 d'octubre   | 17:00-18:30 h. | Kamen Rider: 50 anys del gran superheroi japonès. Ponents: Eduard Terrades i Oriol Estrada Rangil.                                                           |
| Disabte 30 d'octubre   | 18:30-20:00 h. | La salut mental al manga Presenta: Mangas y Otras Viñetas |
| Diumenge 31 d'octubre  | 11:00-12:30 h. | Japan Media Arts Festival: Taula rodona sobre The Promised Neverland. Ponents: Annabel Espada, Marta Salmons, Oriol Estrada Rangil. Moderació: Marc Bernabé. |
| Diumenge 31 d'octubre  | 12:30-14:00 h. | Japó a través del temps: un diàleg entre Kirai i Jorge Arranz. Modera: Oriol Estrada Rangil.                                                                 |
| Diumenge 31 d'octubre  | 14:00-15:30 h. | Pro Shoujo Spain: La importància de la demografia femenina en temps del patriarcat. Ponents: Sheila Malchirant.                                              |
| Diumenge 31 d'octubre  | 15:30-17:00 h. | Parlem-ne: Detectiu Conan. Ponents: Clara Schwarze, Adriana Díaz, Marta Ferrer, Marc Gómez.                                                                  |
| Diumenge 31 d'octubre  | 17:00-18:30 h. | Es fan grans els otakus?: El relleu generacional. Ponents: Manga y Otras Viñetas, Raúl Izquierdo, Jesús Terán, Chusetto.                                     |
| Diumenge 31 d'octubre  | 18:30-20:00 h. | Parlant de Tezuka i Tezucomi. Ponents: Kenny Ruiz, David Hernando.                                                                                           |
| Dilluns 1 de novembre  | 11:00-12:30 h. | Connexió amb Japó. Japan Media Arts Festival: Entrevista amb Hirako Waka. Modera: Marc Bernabé.                                                              |
| Dilluns 1 de novembre  | 12:30-14:00 h. | Vermut Viejotaku: anècdotes del Manga Barcelona. Ponents: Óscar Valiente, Manu Guerrero, Marc Bernabé, Oriol Estrada Rangil.                                 |
| Dilluns 1 de novembre  | 14:00-15:30 h. | Homenatage a Kentaro Miura |
| Dilluns 1 de novembre  | 15:30-17:00 h. | El Canal 3XL: com va sorgir, quin impacte va tenir i com es podria repetir. Ponents: Raul Tidor, Ángel Carmona, Ofèlia Carbonell, Marc Pérez.                |
| Dilluns 1 de novembre  | 17:00-18:30 h. | Pro Shoujo Spain: anime shojosei a la tele. Ponents: Laia Folch (@miyichi), Alegría Jiménez (@kisacullen), Raúl Izquierdo.                                   |

### Cerimònies i projeccions de cinema
| Data                   | Hora           | Acte |
| ---------------------- | -------------- | --- |
| Divendres 29 d'octubre | 12:30 h.       | Cerimònia d'entrega dels Premis Manga Barcelona 2021                                                                                                 |
| Divendres 29 d'octubre | 15:00-17:30 h. | Japan Media Arts Festival Expanded (60 min) |
| Divendres 29 d'octubre | 17:30-20:00 h. | Curtmetratge: Formal Warrior Suit Ranger (10 min) + Premiere: Josee, el tigre i els peixos (98 min) VOSE. Presenta: Festival Nits de Cinema Oriental |
| Dissabte 30 d'octubre  | 11:00-15:00 h. | Curtmetratge: Hikikomori (12 min) + Gran Estrena: Pompo: The Cinéphile (90 min) VOSE                                                                 |
| Dissabte 30 d'octubre  | 15:00-17:30 h. | Gran Estrena: Hug! Pretty Cure Futari wa Pretty Cure: All Stars Memories (73 min) VOSE                                                               |
| Dissabte 30 d'octubre  | 17:30-20:00 h. | Gran Estrena: The Deer King: El rei cérvol (100 min) VOSE                                                                                            |
| Diumenge 31 d'octubre  | 11:00-15:00 h. | Gran Estrena Sèries: Tràiler live-action Tokyo Revengers + Tokyo Revengers, 2 capítols (50 min) VOSE. Presentació i xerrada posterior                |
| Diumenge 31 d'octubre  | 15:00-17:30 h. | Premiere: Penguin Highway (119 min) VOSE |
| Diumenge 31 d'octubre  | 17:30-20:00 h. | Gran Estrena: Belle (122 min) VOSE. Presenta: Festival Internacional de Cinema Fantàstic de Catalunya                                                |
| Dilluns 1 de novembre  | 11:00-15:00 h. | En directe des del Japó: balls Awa odori i Nihon buyo amb Takarabune i l'especialista Ukon Takafuji                                                  |
| Dilluns 1 de novembre  | 15:00-17:30 h. | Gran Estrena: Beyond the Infinite Two Minutes (71 min) VOSE                                                                                          |
| Dilluns 1 de novembre  | 17:30-20:00 h. | Homenatge 20 aniversari: El viatge de Chihiro (124min) VOSE                                                                                          |

### Gastronomia del Japó
El programa de gastronomia del Japó, anomenat nihon ryōri, va estar format per demostracions de cuina, tasts, concursos, talles i tota mena d'activitats relacionades amb la cuina del Japó.
| Data                   | Hora           | Acte                                                                                      |
| ---------------------- | -------------- | ----------------------------------------------------------------------------------------- |
| Divendres 29 d'octubre | 11:00-11:30 h. | Kagami Biraki: Inauguració del barril de sake i brindis amb les autoritats                |
| Divendres 29 d'octubre | 11:30-12:30 h. | Taller: aprèn a cuinar korokke, curry japonès i arròs amb MUJI                            |
| Divendres 29 d'octubre | 13:00-14:00 h. | Tast de sake amb en Roger Ortuño de ‘‘comerJapones.com‘‘                                  |
| Divendres 29 d'octubre | 14:30-15:30 h. | Taller de sukiyaki amb MUJI                                                               |
| Divendres 29 d'octubre | 16:00-17:00 h. | Cotton cheesecake japonès amb l'Aya, Kiyomi i Mina d'Oyatsu Lab                           |
| Divendres 29 d'octubre | 17:30-18:30 h. | Taller: prepara el teu propi Tokyo ramen amb Don Ramen                                    |
| Divendres 29 d'octubre | 18:30-19:00 h. | Concurs Slurping Ramen I                                                                  |
| Dissabte 30 d'octubre  | 11:00-12:00 h. | Taller de ramen: Tantanmen amb Don Ramen                                                  |
| Dissabte 30 d'octubre  | 12:00-13:00 h. | Concurs Slurping Ramen II                                                                 |
| Dissabte 30 d'octubre  | 13:00-14:00 h. | Taller: aprèn a cuinar gyoza i sopa de miso amb MUJI                                      |
| Dissabte 30 d'octubre  | 14:30-15:30 h. | Taller de mochis amb l'Aya, Kiyomi i Mina d'Oyatsu Lab                                    |
| Dissabte 30 d'octubre  | 16:00-17:00 h. | Taller: aprèn a preparar tonkatsu, curri i arròs amb MUJI                                 |
| Dissabte 30 d'octubre  | 18:00-18:45 h. | Taller d'omusubi amb la Shizue Kusano de Musubiya                                         |
| Dissabte 30 d'octubre  | 18:45-19:05 h. | Concurs Ruleta Omusubi I                                                                  |
| Diumenge 31 d'octubre  | 10:00-11:00 h. | Gastronomia i festivals tradicionals al Japó amb el Consolat General del Japó a Barcelona |
| Diumenge 31 d'octubre  | 11:30-12:30 h. | Taller: sushi party amb Goril·la Sushi                                                    |
| Diumenge 31 d'octubre  | 13:00-14:30 h. | El sake de Kobe amb en Roger Ortuño i Kobe International Club Barcelona                   |
| Diumenge 31 d'octubre  | 15:00-16:00 h. | Taller: cuina el teu propi tonkotsu ramen amb Don Ramen                                   |
| Diumenge 31 d'octubre  | 16:00-16:30 h. | Concurs Slurping Ramen III                                                                |
| Diumenge 31 d'octubre  | 17:00-17:45 h. | Taller d'omusubi amb la Shizue Kusano de Musubiya                                         |
| Diumenge 31 d'octubre  | 17:45-18:05 h. | Concurs Ruleta Omusubi II                                                                 |
| Diumenge 31 d'octubre  | 18:30-19:30 h. | Taller de tapes japoneses: karaage, sunomono i okayu amb MUJI                             |
| Dilluns 1 de novembre  | 11:00-12:00 h. | Sushi de tonyina i xiitake batāyaki amb en Fernando Alvarez de Yūshū                      |
| Dilluns 1 de novembre  | 12:00-13:00 h. | Anguila i hamachi amb l'Albino Cisneros de ‘’SU.Cocina japonesa’’                         |
| Dilluns 1 de novembre  | 13:00-13:30 h. | Demostració de nigiris "a quatre mans"                                                    |
| Dilluns 1 de novembre  | 14:00-15:00 h. | Hakata Ramen "de Fukuoka a Barcelona" amb Kanada-ya                                       |
| Dilluns 1 de novembre  | 15:30-16:15 h. | Taller d'omusubi amb la Shizue Kusano de Musubiya                                         |
| Dilluns 1 de novembre  | 16:15-17:05 h. | Concurs Ruleta omusubi III                                                                |
| Dilluns 1 de novembre  | 17:35-18:35 h. | Yakisoba i okonomiyaki a l'estil d'Osaka amb Inu Café                                     |

### Japan Experience: cursos i tallers
| Data                   | Hora           | Curs/Taller                                                                                         |
| ---------------------- | -------------- | --------------------------------------------------------------------------------------------------- |
| Divendres 29 d'octubre | 10:00-11:15 h. | Aprèn japonès amb manga i anime                                                                     |
| Divendres 29 d'octubre | 11:30-12:45 h. | Escriu el teu nom en japonès: katakana                                                              |
| Divendres 29 d'octubre | 15:00-16:15 h. | Escape room: The Samurai Challenge                                                                  |
| Divendres 29 d'octubre | 16:30-17:45 h. | Escriu kanji amb pinzell                                                                            |
| Divendres 29 d'octubre | 18:00-19:15 h. | El bullying al manga: parlem-ne!                                                                    |
| Dissabte 30 d'octubre  | 10:00-11:15 h. | Escriu el teu nom en japonès: katakana                                                              |
| Dissabte 30 d'octubre  | 11:30-12:45 h. | Demostració participativa d'embolcall amb mocador Furoshiki (Consolat General del Japó a Barcelona) |
| Dissabte 30 d'octubre  | 13:00-14:15 h. | Taller d'origami: creant el yōkai Amabie (Consolat General del Japó a Barcelona)                    |
| Dissabte 30 d'octubre  | 15:00-16:15 h. | Fes el teu daruma: La força està en tu                                                              |
| Dissabte 30 d'octubre  | 16:30-17:45 h. | Aprèn japonès amb manga i anime                                                                     |
| Dissabte 30 d'octubre  | 18:00-19:15.   | Fes el teu pai-pai: El ventall de les emocions                                                      |
| Dimenge 31 d'octubre   | 10:00-11:15 h. | Fes el teu daruma: La força està en tu                                                              |
| Dimenge 31 d'octubre   | 11:30-12:45 h. | Escape room: The Samurai Challenge                                                                  |
| Dimenge 31 d'octubre   | 13:00-14:00 h. | Taller de Fûrin (campanetes de vent japonès) (Fundación Japón)                                      |
| Dimenge 31 d'octubre   | 14:00-15:00 h. | Taller de Sunae (dibuixos amb sorra) (Fundación Japón)                                              |
| Dimenge 31 d'octubre   | 15:00-16:15 h. | Aprèn japonès amb manga i anime                                                                     |
| Dimenge 31 d'octubre   | 16:30-17:45 h. | Fes el teu omamori: L'amulet que et protegeix                                                       |
| Dimenge 31 d'octubre   | 18:00-19:15 h. | Escriu el teu nom en japonès: katakana                                                              |
| Dilluns 1 de novembre  | 10:00-11:15 h. | Escriu kanji amb pinzell                                                                            |
| Dilluns 1 de novembre  | 11:30-12:45 h. | Aprèn japonès amb manga i anime                                                                     |
| Dilluns 1 de novembre  | 13:00-14:00 h. | Taller de Fûrin (campanetes de vent japonès) (Fundación Japón)                                      |
| Dilluns 1 de novembre  | 14:00-15:00 h. | Taller de Sunae (dibuixos amb sorra) (Fundación Japón)                                              |
| Dilluns 1 de novembre  | 15:00-16:15 h. | Fes el teu pai-pai: El ventall de les emocions                                                      |
| Dilluns 1 de novembre  | 16:30-17:55 h. | El bullying al manga: parlem-ne!                                                                    |
| Dilluns 1 de novembre  | 18:00-19:15 h. | Fes el teu omamori: L'amulet que et protegeix                                                       |

### Actuacions a l'escenari
| Data                   | Hora           | Acte |
| ---------------------- | -------------- | --- |
| Divendres 29 d'octubre | 16:00-17:00 h. | El show de Bleda & Vulvarde |
| Divendres 29 d'octubre | 17:00-18:00 h. | Wade Otaku Quiz |
| Divendres 29 d'octubre | 18:00-19:00 h. | Demostració de Sumi-e per Mitsuru Nagata                                                                                             |
| Divendres 29 d'octubre | 19:00-20:00 h. | Exhibicions Idols |
| Dissabte 30 d'octubre  | 10:00-13:30    | Exhibicions K-pop |
| Dissabte 30 d'octubre  | 13:30-14:30 h. | El show de Bleda & Vulvarde |
| Dissabte 30 d'octubre  | 14:30-15:30 h. | Ruki en concert |
| Dissabte 30 d'octubre  | 15:30-17:00 h. | Concert de Víctormame |
| Dissabte 30 d'octubre  | 17:00-19:00 h. | European Cosplay Gathering (EGC) Fan Experience (al descans, actuació d'AidoruJanai)                                                 |
| Dissabte 30 d'octubre  | 19:00-20:00 h. | Tenkaichi Musical: openings anime en català                                                                                          |
| Diumenge 31 d'octubre  | 11:00-12:00 h. | Wade Otaku Quiz Anime |
| Diumenge 31 d'octubre  | 12:00-13:00 h. | Concert de Víctormame |
| Diumenge 31 d'octubre  | 13:00-16:00 h. | Idol contest |
| Diumenge 31 d'octubre  | 16:00-17:00 h. | Concert de música tradicional japonesa: Tsugaru Shamisen i Taiko. Amb Hibiki Ichikawa & Luke de Denshonen Organitza: Fundación Japón |
| Diumenge 31 d'octubre  | 17:00-20:00 h. | K-pop assault |
| Dilluns 1 de novembre  | 10:00-12:00 h. | Exhibicions K-pop |
| Dilluns 1 de novembre  | 12:00-13:00 h. | Concert de música tradicional japonesa: Tsugaru Shamisen i Taiko. Amb Hibiki Ichikawa & Luke de Denshonen Organitza: Fundación Japón |
| Dilluns 1 de novembre  | 13:00-15:00 h. | Just sing! |
| Dilluns 1 de novembre  | 15:00-16:00 h. | Cosplay parade |
| Dilluns 1 de novembre  | 16:00-20:00 h. | Concert de Bunny Kaisui + Exhibicions Idols                                                                                          |